# هويرتا دي لا أوبيسباليا
بلدية هويرتا دي لا أوبيسباليا (بالإسبانية: Huerta de la Obispalía)‏، هي إحدى بلديات مقاطعة قونكة إحدى مقاطعات إسبانيا، و التي تقع في منطقة قشتالة لا منتشا وسط البلاد, و المائلة لجهة الشرق من إسبانيا.
يبلغ عدد سكانها 151 نسمة وفقاً لإحصائية سنة (2007).